# Вязовка (Давлекановский район)
Вязовка (баш. Вязовка) — деревня в Давлекановском районе Башкортостана, входит в состав Бик-Кармалинского сельсовета. 

## Население
| 2002 | 2009 | 2010 |
| ---- | ---- | ---- |
| 30   | ↘22  | ↘16  |

Национальный состав
Согласно переписи 2002 года, преобладающая национальность — русские (44 %).

## Географическое положение
Расстояние до:
- районного центра (Давлеканово): 26 км,
- центра сельсовета (Бик-Кармалы): 5 км,
- ближайшей ж/д станции (Давлеканово): 26 км.

## Известные уроженцы
- Иван Ефимович Погорелец (1926—2010) — Герой Социалистического Труда.